# Rona Jaffe
Rona Jaffe, född 12 juni 1931 i New York, död 30 december 2005 i London, var en amerikansk författare. Jaffe är troligen främst känd för sin debutroman Det bästa av allt och den kontroversiella romanen Mazes and Monsters. Under 1960-talet skrev hon även kulturella artiklar i tidningen Cosmopolitan.
Jaffes första bok Det bästa av allt utgavs 1958 och filmatiserades 1959 som Alla mina drömmar, med Joan Crawford i huvudrollen, 1970 blev den också såpopera. Boken beskriver arbetande kvinnors förhållanden under 1950-talet på kontor i New York. Karriär, kärleksaffärer med kontorschefer och sexuella trakasserier är ämnen boken tar upp, som en slags föregångare till Sex and the City.
År 1981 kom hennes roman Mazes and Monsters ut, den beskriver ett Dungeons & Dragons liknande spel som orsakade hallucinationer och inspirerade till våldshandlingar och självmord hos sina spelare. 1982 gjordes en TV-film, Mazes and Monsters, med Tom Hanks.
Jaffe skrev under sin karriär sjutton romaner samt ett antal artiklar i Cosmopolitan.